# Oh Se-jong
Oh Se-jong (kor. 오세종; ur. 9 października 1982 w Seulu, zm. 27 czerwca 2016 tamże) – południowokoreański łyżwiarz szybki specjalizujący się w short tracku, mistrz olimpijski, multimedalista mistrzostw świata, mistrz zimowych igrzysk azjatyckich.
Dwukrotnie uczestniczył w zimowych igrzyskach olimpijskich. Podczas igrzysk w Salt Lake City w 2002 roku wystąpił w biegu sztafetowym. Południowokoreańska sztafeta nie została w tych zawodach sklasyfikowana – w biegu półfinałowym została zdyskwalifikowana. Podczas igrzysk w Turynie ponownie wziął udział w biegu sztafetowym. Południowokoreańscy zawodnicy zdobyli złoty medal olimpijski w tej konkurencji (w koreańskiej sztafecie wystąpili również: Ahn Hyun-soo, Lee Ho-suk, Seo Ho-jin i Song Suk-woo).
Czterokrotnie zdobył medale mistrzostw świata (dwa złote i dwa brązowe), pięciokrotnie drużynowych mistrzostw świata (jeden złoty, dwa srebrne i dwa brązowe), a raz złoty medal zimowych igrzysk azjatyckich.
Zginął w 2016 roku w wypadku motocyklowym.